# 아이나비시스템즈
주식회사 아이나비시스템즈(영어: iNavi Systems Corp.)는 대한민국의 위치 기반 서비스(LBS)와 지도 플랫폼 기업이다.

## 제품
모바일 내비게이션 앱 ‘아이나비 에어’ 개발·운영, 지도 데이터 및 위치 기반 솔루션

## 역사
- 1994년 나라지리정보라는 이름으로 설립되었다.[3]
- 2000년 08월 : ㈜나라인터맵 법인전환[4]
- 2000년 08월 : ㈜아이웍스 설립
- 2006년 02월 : ㈜엠아이웍스 사명변경
- 2013년 팅크웨어가 엠아이웍스 인수[5]
- 2019년 엠아이웍스에서 현재의 사명으로 변경
- 2025년 주관사를 키움증권으로 상장 계획하였으나 철회[6]